# Епархия Пистои
Епархия Пистои (лат. Dioecesis Pistoriensis, итал. Diocesi di Pistoia) — епархия Римско-католической церкви, в составе митрополии Флоренции, входящей в церковную область Тоскана. В настоящее время епархией управляет епископ Фаусто Тарделли.
Клир епархии включает 156 священников (129 епархиальных и 27 монашествующих священников), 23 диаконов, 27 монахов, 227 монахинь.
Адрес епархии: C.P. 273, Via Puccini 29, 51100 Pistoia, Italia.

## Территория
В юрисдикцию епархии входят 161 приход в коммунах Тосканы: в провинциях Пистоя, Прато и Флоренция.
Кафедра епископа находится в городе Пистоя в церкви Святого Зенона.
Все приходы епархии Пистои объединёны в 10 деканатов.

## История
Епархия Пистои была основана по преданию Святым Ромулом, епископом посланным в Тоскану самим апостолом Петром. После первого епископа кафедру занимал 21 архиерей, неизвестные ни по имени, ни по дате святительства. Структура епархии оформилась между III и V веками.
Следующим за Святым Ромулом епископом, чье имя сохранилось в истории, был епископ Рестальдо в конце VI века. Первоначально епархия Пистои подчинялась непосредственно Святому Престолу.
В средние века епископ Пистои играл важную политическую роль в городской администрации. В 1320 году епископом Эрманно дельи Анастази был низложен Папа Иоанн XXII, обвинявшийся в покровительстве партии белых гвельфов.
10 мая 1419 года епархия вошла в состав митрополии Флоренции.
В 1471 году епископ Донато де Медичи учредил ломбард.
22 сентября 1653 года буллой Redemptoris nostri Папы Иннокентия X епархия Пистои была поставлена в единое управление с епархией Прато.
В 1690 году была создана епархиальная семинария, расширенная в 1720 году и переехавшая в новое помещение в 1783 году.
19 сентября 1786 года при епископе Шпьоне де Риччи в городе был открыт поместный собор, который завершился 28 сентября. На этом соборе епископ способствовал реформе литургии в духе янсенизма, а также аналогичной реформе образования, администрации, доктрины, попытался запретить культ Святого Сердца Иисуса. Собор чуть было не привел к расколу всей Тосканы. В 1790 году, во время отсутствия епископа, капитул Пистои и Прато отменил декреты поместного собора. Спустя 6 лет после тщательного расследования буллой Auctorem Fidei Папы Пия VI 85 тезисов этого собора были осуждены.
После осуждения епископ Шпьоне де Риччи, в 1791 году вернувшийся в епархию, отказался от своих тезисов и представил все на суд понтифика.
25 января 1954 года Папа Пий XII разделил епархию Прато и епархию Пистои буллой Clerus populusque.

## Ординарии епархии

### Кафедра Пистои
- Святой Ромоло (I) — также епископ Фьезоле;
- 21 неизвестный по имени епископ (I — V);
- Рестальдо I (594 — 600);
- Нессорио (623);
- Трачча (626);
- Теодато (641);
- Падетто (668);
- Несторио (683);
- Веджезальдо (698);
- Джованни I (700 — 716);
- Феличе (722);
- Теодозио (730);
- Личинио (754);
- Аббондио (762);
- Джованни II (772);
- Бенедетто (786);
- Гвиллерадо (801 — 812);
- Лампрендо (826);
- Гваспрандо (844);
- Оскизио (853 — 871);
- Астерио (904 — 937);
- Уберто (937);
- Раймбальдо (940);
- Джованни III (951 — 985);
- Антонино (985 — 1011);
- Гвидо I (1012 — 1012);
- Рестальдо II (1012 — 1023);
- Гвидо II (1024 — 1042);
- Мартино (1043 — 1057);
  - Sede vacante (1057 — 1067);
- Леоне (1067 — 1085);
- Пьетро Гвиди (15.1.1086 — 8.1.1107) — валломброзианец;
- Ильдебрандо Гвиди (1107 — 1133) — валломброзианец;
- Святой Атто[итал.] (1133 — 21.6.1153) — валломброзианец;
- Трачо (1154 — 1166);
- Ринальдо (1167 — 5.5.1189);
- Буоно (1189 — 28.1.1208);
- Соффредо Соффреди I (1208 — 14.12.1210);
- Соффредо Соффреди II (1211);
- Грациано Берлингьери (1223 — 7.1.1250);
- Гвидалосте Верджолези ([20.6.1252 — 21.2.1286);
- Томмазо Андреи (1286 — 29.7.1303);
- Бартоломино Джунтончини Синизбульди (2.11.1303 — 4.12.1307) — назначен епископом Фолиньо;
- Эрманно дельи Анастази (4.12.1307 — 15.8.1321);
- Баронто Риччарди (19.2.1322 — 1348);
- Андреа Чантори (21.10.1349 — 19.9.1356);
- Ремигий[итал.] (26.4.1357 — 1370) — августинец;
- Джованни Вивенци (5.7.1370 — 1381) — назначен епископом Червии;
- Блаженный Андреа Франки (1381 — 1400) — доминиканец;
- Маттео Дьяманти (11.3.1400 — 12.12.1425);
- Убертино Альбици (15.5.1426 — 1434) — доминиканец;
- Донато де Медичи (22.6.1436 — 1474);
- Никколо Пандольфини[итал.] (23.12.1474 — 17.9.1518);
- Лоренцо Пуччи (17.9.1518 — 5.11.1518) — кардинал;
- Антонио Пуччи (5.11.1518 — 8.8.1541) — кардинал;
- Роберто Пуччи[итал.] (8.8.1541 — 7.12.1546) — назначен епископом Мельфи и Раполлы;
- Франческо да Галльяно (16.1.1547 — 10.12.1559);
- Джованбаттиста Риказоли (14.2.1560 — 21.2.1572);
- Алессандро ди Оттавиано де Медичи (9.3.1573 — 15.1.1574) — назначен архиепископом Флоренции, затем избран Папой под именем Льва XI;
- Людовико Антинори (15.1.1574 — 2.12.1575) — назначен архиепископом Пизы;
- Латтанцио Латтанци (2.12.1575 — 11.12.1587);
- Оттавио Аббьози (11.12.1587 — 1599);
- Фульвио Пассерини (19.4.1599 — 11.12.1599);
- Алессандро де Качча (3.7.1600 — 4.9.1649);
- Франческо Нерли (14.2.1650 — 16.12.1652) — назначен архиепископом Флоренции.

### Кафедра Пистои и Прато
- Джованни Джерини[итал.] (22.9.1653 — 18.5.1656);
- Франческо Ринуччини[итал.] (28.8.1656 — 11.3.1678);
- Герардо Герарди (1679 — 16.1.1690);
- Леоне Строции[итал.] (16.8.1690 — 7.7.1700) — валломброзианец, назначен архиепископом Флоренции;
- Франческо Фрозини[итал.] (1700 — 1.1.1701) — назначен архиепископом Пизы;
- Карло Висдомини Кортиджани[итал.] (22.11.1702 — 14.10.1713);
- Коломбино Басси[итал.] (29.3.1715 — 11.4.1732) — валломброзианец;
- Федерико Аламанни[итал.] (21.7.1732 — 1776);
- Джузеппе Ипполити[итал.] (15.4.1776 — 22.3.1780);
- Шпьоне де Риччи[итал.] (19.6.1780 — 13.6.1791);
- Франческо Фальки Пиккинези[итал.] (19.12.1791 — 10.2.1803);
- Франческо Толи[итал.] (28.3.1803 — 6.6.1833);
- Анджело Мария Джилардони[итал.] (23.6.1834 — 24.5.1835);
- Джован Баттиста Росси[итал.] (2.10.1837 — 16.2.1849);
- Леоне Никколаи[итал.] (5.11.1849 — 13.7.1857) — картузианец;
  - Sede vacante (1857 — 1867);
- Энрико Бинди[итал.] (27.3.1867 — 27.10.1871) — назначен архиепископом Сиены;
- Никколо Соццифанти[итал.] (27.10.1871 — 1.2.1883);
- Донато Веллути Дзати[итал.] (15.3.1883 — 27.3.1885) — назначен титулярным епископом Оропуса;
- Марчелло Маццанти[итал.] (27.3.1885 — 18.8.1908);
- Андреа Сарти[итал.] (29.4.1909 — 7.10.1915);
- Габриэле Веттори[итал.] (6.12.1915 — 6.2.1932) — назначен архиепископом Пизы;
- Джузеппе Дебернарди[итал.] (13.3.1933 — 19.9.1953).

### Кафедра Пистои
- Марио Лонго Дорни[итал.] (24.4.1954 — 18.8.1985);
- Симоне Скатицци[итал.] (27.5.1981 — 4.11.2006);
- Мансуэто Бьянки[итал.] (4.11.2006 — 5.04.2014).
- Фаусто Тарделли[итал.] (с 8.10.2014)

## Статистика
На конец 2004 года из 217 515 человек, проживающих на территории епархии, католиками являлись 215 000 человек, что соответствует 98,8 % от общего числа населения епархии.
| год  | население | население | население | священники | священники        | священники         | священники                           | постоянные диаконы | монахи  | монахи  | приходы |
| год  | католики  | всего     | %         | всего      | белое духовенство | черное духовенство | число католиков на одного священника | постоянные диаконы | мужчины | женщины | приходы |
| ---- | --------- | --------- | --------- | ---------- | ----------------- | ------------------ | ------------------------------------ | ------------------ | ------- | ------- | ------- |
| 1949 | 262.103   | 262.403   | 99,9      | 378        | 289               | 89                 | 693                                  |                    | 95      | 791     | 217     |
| 1970 | 201.919   | 202.238   | 99,8      | 235        | 188               | 47                 | 859                                  |                    | 67      | 549     | 172     |
| 1980 | 204.221   | 204.965   | 99,6      | 193        | 157               | 36                 | 1.058                                | 1                  | 42      | 439     | 160     |
| 1990 | 219.100   | 220.400   | 99,4      | 170        | 142               | 28                 | 1.288                                | 4                  | 30      | 349     | 158     |
| 1999 | 212.885   | 213.685   | 99,6      | 173        | 141               | 32                 | 1.230                                | 25                 | 34      | 254     | 160     |
| 2000 | 211.000   | 229.000   | 92,1      | 161        | 130               | 31                 | 1.310                                | 24                 | 33      | 275     | 160     |
| 2001 | 215.000   | 236.111   | 91,1      | 160        | 131               | 29                 | 1.343                                | 23                 | 32      | 240     | 160     |
| 2002 | 221.300   | 234.912   | 94,2      | 164        | 134               | 30                 | 1.349                                | 23                 | 32      | 227     | 160     |
| 2003 | 207.861   | 220.861   | 94,1      | 165        | 135               | 30                 | 1.259                                | 23                 | 32      | 224     | 160     |
| 2004 | 215.000   | 217.515   | 98,8      | 156        | 129               | 27                 | 1.378                                | 23                 | 27      | 227     | 161     |